# Palazzo Cottrau Ricciardi

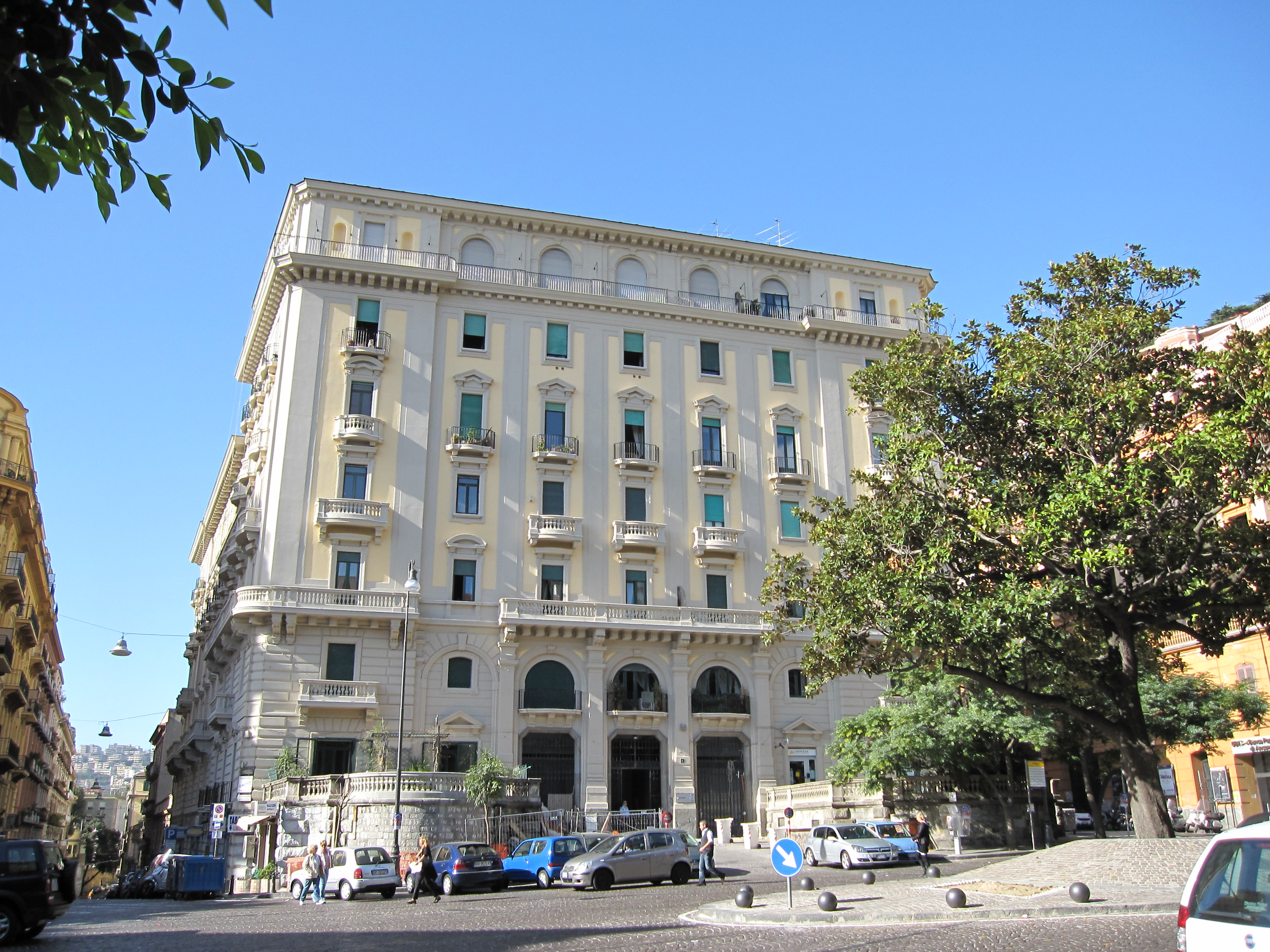
Palazzo Cottrau Ricciardi in Napels

Het Palazzo Cottrau Ricciardi (jaren 1925) is een gebouw in Napels, hoofdstad van de Italiaanse regio Campanië. Het Palazzo bevindt zich in de wijk Chiaia aan de Piazza Amedeo. De stijl is neoclassicistisch.

## Historiek
Voor de bouw werd de tuin van de Villa dei Colonna-Pignatelli afgegraven. 
De ingenieurs waren Alfredo Cottrau en Francesco Ricciardi die allebei hun naam gaven aan het bouwwerk. Het Palazzo Cottrau Ricciardi telt zeven verdiepingen. De architect was Giulio Ulisse Arata die aandacht had voor de lijnen van de twee benedenverdiepingen die overlopen in de balkons van de hogere verdiepingen.